# North Gneiss
North Gneiss är en kulle i Antarktis. Den ligger i Sydorkneyöarna. Argentina och Storbritannien gör anspråk på området. Toppen på North Gneiss är 141 meter över havet. North Gneiss ligger på ön Signy.
Terrängen runt North Gneiss är varierad. Trakten är obefolkad. Det finns inga samhällen i närheten. 